# 우잉구
우잉구(한국어: 오영구, 중국어: 五营区, 병음: Wǔyíng Qū)는 중화인민공화국 헤이룽장성 이춘 시의 행정구역이다. 넓이는 1040km2이고, 인구는 2007년 기준으로 40,000명이다.

## 행정 구역
2개 가도를 관할한다.
- 가도: 五营街道, 五星街道.